# Parafia św. Jadwigi Śląskiej w Hurku
Parafia św. Jadwigi Śląskiej w Hurku – parafia rzymskokatolicka znajdująca się w archidiecezji przemyskiej w dekanacie Przemyśl III. 

## Historia
W 1901 roku w Hurku właścicielka wsi Jadwiga Borowska zbudowała kaplicę. W latach 1928–1958 w Hurku znajdował się Dom Zakonny Saletynów. W 1948 roku dekretem bpa Franciszka Bardy została erygowana ekspozytura, z wydzielonego terytorium parafii Medyka i parafii Przemyśl-Błonie.
W 1982 roku rozpoczęto rozbudowę kaplicy według projektu architektów inż. Eugeniusza Jobko i inż. Kowalskiego. 16 października 1985 roku rozbudowany kościół został poświęcony przez bpa Stefana Moskwę.
Na terenie parafii jest 952 wiernych (w tym: Hurko – 495, Hureczko – 457).
Proboszczowie parafii:
1948–1958. ks. Michał Cymbor MS (eskpozyt).
1958–1964. ks. Mieczysław Pudełkiewicz (ekspozyt).
1964–1966. ks. Mieczysław Folta (ekspozyt)
1966–1992. ks. Tadeusz Lepak.
1992–?. ks. Mieczysław Szostak.
?–?. ks. Edward Stochlak.
?–?. ks. Franciszek Partyka.
2008– 2024 ks. Janusz Paszek.
2024-obecnie ks. Jerzy Ziaja

## Kościół filialny
W 1977 roku na cmentarzu w Hureczku zbudowano kaplicę przedpogrzebową, która w 1987 roku została rozbudowana według projektu arch. inż. Jerzego Niemca. 12 czerwca 1988 roku kościół został poświęcony przez bpa Ignacego Tokarczuka pw. Matki Bożej Ostrobramskiej.